# Paralympische Winterspelen 2022
De XIIIe Paralympische Winterspelen van 2022 werden gehouden in Peking, de hoofdstad van de Volksrepubliek China. Ze vonden  plaats van 4 tot 13 maart 2022, kort na de Olympische Winterspelen 2022.
Peking was de eerste stad  die zowel de Paralympische Zomerspelen (in 2008) als de Paralympische Winterspelen (in 2022) organiseerde. Tevens waren  het de eerste Paralympische Winterspelen in China.

## Toewijzing
De Paralympische Winterspelen van 2022 werden toegewezen aan Peking op 31 juli 2015, tijdens de 128ste bijeenkomst van het Internationaal Olympisch Comité in Kuala Lumpur, de hoofdstad van Maleisië. De tegenkandidaat van Peking was Almaty in Kazachstan. Reeds voor de stemming stond daarom vast dat de Paralympische Winterspelen van 2022 in Azië zouden plaatsvinden.
| Stad   | Land       | 1e ronde |
| ------ | ---------- | -------- |
| Peking | China      | 44       |
| Almaty | Kazachstan | 40       |

## Sporten
De volgende zes sporten werden beoefend op de Paralympische Winterspelen van 2022:
- Alpineskiën
- Biatlon
- Langlaufen
- Rolstoelcurling
- Sledgehockey
- Snowboarden

## Accommodaties

Locaties van de Paralympische Winterspelen van Peking 2022.

### Peking
- Beijing National Aquatics Center: rolstoelcurling
- Nationaal Indoor Stadion van Peking: sledgehockey
- Nationaal Stadion van Peking (Vogelnest): openings- en sluitingsceremonie
- Paralympisch dorp: verblijfplaats voor de atleten

### Yanqing
- Xiaohaituo Alpine Skiing Field: alpineskiën
- Xiaohaituo Bobsleigh and Luge Track: bobsleeën
- Paralympisch dorp: verblijfplaats voor de atleten

### Zhangjiakou
- Kuyangshu Biathlon Field: langlaufen
- Hualindong Ski Resort: biatlon
- Taiwu Ski Resort: snowboarden
- Paralympisch dorp: verblijfplaats voor de atleten